# 宇野比呂士
宇野 比呂士（1962年4月6日—2018年4月10日），日本漫畫家，大分縣出身。代表作為海盜王子。
2018年，宇野比呂士因腦溢血逝世，享年56歲。

## 作品
- 名偵探片桐、1986～1988、全5冊、原名
- 海盜王子、1990～1993、全10冊、原名《キャプテンキッド（日语：キャプテンキッド）》
- 秘石戰記、1994年～1995年、全5冊、原名
- 幕末覇王伝カオル、1995年、全1冊
- 天空霸者Ｚ、1997年～2002年、全16冊、原名
- 魔法戰記LUNA LUNA、2003～2004、全3冊、原名
- 恐龍世紀（日语：恐竜世紀ダイナクロア）、2006年～2007、全5冊、原名
- 用漫畫來看！十五少年漂流記、2016年、全1冊、原名、原作：朱爾·凡爾納